# Akcjonariusz instytucjonalny
Akcjonariusz instytucjonalny (ang. institutional shareholder) – podmiot, który inwestuje pieniądze powierzone mu przez osoby trzecie. Może być nim w szczególności fundusz emerytalny lub inwestycyjny, zakład ubezpieczeń, bank inwestycyjny oraz inna firma zarządzająca majątkiem.
Zwykle inwestor instytucjonalny obejmuje znaczącą część akcji i aktywnie korzysta ze swoich praw niemajątkowych (w szczególności prawa do głosowania na walnym zgromadzeniu akcjonariuszy), wpływając na decyzje i kierunki rozwoju spółki. W związku z tym często przyjmuje się, że pojawienie się inwestora instytucjonalnego w akcjonariacie spółki pozytywnie wpływ na poziom zarządzania nią. Tym samym zwiększa się jej wiarygodność co przyciąga inwestorów indywidualnych, których strategia zakłada podążanie za dużymi graczami. Podobnie, wyjście takiego akcjonariusza ze spółki jest odbierane jako negatywny sygnał, oparty na przekonaniu, że duży inwestor jest bliżej spółki i wie o niej więcej niż zwykły gracz.
Przykładem akcjonariuszy instytucjonalnych o bardzo dużym znaczeniu dla spółek notowanych na Giełdzie Papierów Wartościowych w Warszawie były w okresie 1999-2013 otwarte fundusze emerytalne. Ich znaczenie maleje w związku z reformą emerytalną, która weszła w życie w 2014 r.